# Centro de Alto Rendimiento de Voleibol de Lima
El Centro de Alto Rendimiento del Voleibol de Lima (CEAR) es una moderna construcción realizada por el Instituto Peruano del Deporte en la Villa Deportiva Nacional. Comprende un área total de 3956.02 metros cuadrados y la inversión total asciende a más de 3 millones de nuevos soles.
El CEAR contempla la construcción de cuatro canchas de tamaño reglamentarias con piso sintético, techadas, con sus vestidores y salones para las charlas técnicas.
El Centro de Alto Rendimiento de Voleibol es un centro para la práctica continua del voleibol, contando con cuatro canchas de medidas reglamentarias, totalmente techadas y con una iluminación eficiente y piso de material sintético. También contará con una zona de vestuarios y salones de charlas técnicas.
Todo esto estará construido sobre un área superior a los 3000 metros cuadrados y ubicados a la espalda de la sede de fútbol. En una segunda etapa, se planea construir un albergue para deportistas que vengan de otros lugares. A pesar de lo moderno del complejo, no se contempla trasladar las oficinas de esta Federación a la zona.